# Summerhill School
Summerhill és una escola fundada el 1921 per Alexander Sutherland Neill (1883-1973), situada al sud d'Anglaterra en la qual convivien nois i noies de cinc a setze anys. Es caracteritza per ser anti-autoritària, llibertària i tenir el propòsit d'educar a persones lliures. A més, es prioritza el desenvolupament emocional i la felicitat del nen/a, influenciat de les teories de Sigmund Freud, del pensament llibertari i de Jean-Jacques Rousseau. Neill estava interessat en la pràctica, no en la teoria i Summerhill va ser el seu gran exemplar. Alexander Sutherland Neill fou considerat un punt de referència ineludible de la pedagogia contemporània i antiautoritària i, a més, també s'ha de considerar com un exemple extrem del reformisme pedagògic.Neill reflecteix totalment l'educació humanista en termes del concepte de nen/a, personalitat i objectiu educatiu, continguts i mètodes educatius.
Aquest autor va viure en un període d'estabilitat interna propiciat per l'hegemonia que va obtenir el Regne Unit en ser el primer estat que va culminar amb èxit del procés industrialitzador característic d'aquest segle.
Summerhill és probablement l'alternativa més famosa o escola 'lliure', totes les lliçons són opcionals i els alumnes són lliures de triar què fer amb el seu temps i allò que realment volen aprendre. A més, els alumnes també poden participar en l'autogovern de l'escola i prendre decisions importants.
Neill considerava aquesta escola com una forma de vida i afirmava que utilitzava aquest mètode a causa de la gran infelicitat i repressió del sistema, ja que per a ell, treballar amb alegria i viure positivament representava el gran èxit, per aquest motiu va decidir posar fi a l'educació basada en la disciplina.
L'escola Summerhill es va convertir en una icona de les pedagogies alternatives a partir del nou sistema educatiu, en el qual l'important és la llibertat en l'educació com a únic instrument per canviar la societat. Neill suggereix que la condició educativa, que pot fer feliços als éssers humans, ha de ser la llibertat d'aprendre i jugar, la llibertat de la repressió sexual i la llibertat de la llicència.

## Pedagogia llibertària i antiautoritarisme
La pedagogia llibertària tracta d'una acció educativa que cal adaptar a tots els implicats a la seva realitat històrica, política i social i, a més d'emfasitzar el diàleg, l'antiautoritarisme, la democràcia i l'autonomia individual per tal que el col·lectiu es reforci.
L'educació llibertària presenta una crítica directa de l'educació tradicional, oferta pel capitalisme, tant en aparells educatius estatals com en institucions privades, especialment en escoles vinculades a ordes religiosos i el seu caràcter ideològic i polític que reprodueix l'explotació i el domini de classes privilegiades en el sistema capitalista dins l'entorn escolar. Les ocupacions escolars que s'han produït en els darrers anys revelen que aquest procés encara és present.
D'aquesta manera, la pedagogia llibertària com va afirmar A. S. Neill a Summerhill és un principi de responsabilitat: la llibertat no és anarquia, suposa dedicar-se activament a la pròpia formació, virtut que només passa si els mateixos educadors fan l'esforç d'atribuir-lo als educats.
En aquest sentit, val la pena esmentar també el caràcter antiautoritari proposat per aquesta forma d'educació. El subjecte que passa per aquest procés ha d'emancipar-se completament i sotmetre's, de fet, a una transformació més profunda, convertint-se en un ésser humà "lliure", sense vincles amb el sistema i dotat de l'intel·lectual, físic i sobretot tot, autònom. Al final, la intenció és reforçar que no hi hagi jerarquies i tothom aprengui d'una certa manera, en aquest intercanvi pedagògic.
Altres autors s'adherien a la pedagogia de Neill i a les seves idees antiautoritàries. Per exemple, Jose Luis Martínez López-Muniz afirma el següent: "«la persona humana té dret a l'educació i a ser educat segons desitgi i decideixi, és a dir, en un clima de llibertat». I és així com el dret a aprendre i el dret a ensenyar només poden ser realment plens en un horitzó de llibertat."

## Context històric
El segle XX es caracteritza pels avanços de la tecnologia, la medicina i la ciència en general. A més, també hem de destacar el fi de l'esclavitud dels països desenvolupats, la llibertat de la dona en la major part dels països, tot i que seguia havent-hi una gran crisi i despotismes humans en forma de règims totalitaris, els quals van causar efectes com la Guerra Mundial. Com a conseqüència de tot això es van profunditzar les desigualtats, ja que es vivia en un moment en què hi havia unes grans diferències de qualitat de vida a causa del desenvolupament social, econòmic i tecnològic.
Durant aquest segle es produeix la Primera Guerra Mundial (1914 -1918). Sorgeix una onada antiautoritària que posa en dubte l'època victoriana i la preguerra, de manera que la tradició, l'obediència i la virtut perden prestigi. Les dones, que durant les hostilitats havien treballat de valent a les fàbriques, ara aconsegueixen el vot i una presència normalitzada a la universitat. Per tant, és important remarcar que la Primera Guerra Mundial va marcar un punt d'inflexió en la consciència social de la dona.
També hem de destacar la Segona Guerra Mundial (1939-1945). Tot i els conflictes succeïts a Europa, el pedagog Alexander Sutherland Neill se situa en un període d'estabilitat interna propiciat per l'hegemonia que va obtenir el Regne Unit, culminant amb èxit el procés industrialitzador característic d'aquest segle.
Un cop finalitzada la Segona Guerra Mundial, el nombre d'alumnes va començar a disminuir considerablement i, en conseqüència es decideix formar "Summerhill Society".

## Biografia d'Alexander Sutherland Neill
Alexander Sutherland Neill fou un Pedagog britànic i fundador de l'escola Summerhill on va postular una pedagogia llibertària. Les seves idees es van divulgar gràcies a la seva obra Summerhill, un punt de vista radical sobre l'educació dels infants (1960). També va ser autor de "Hijos en libertad" (1953) i "Llibertad, no llibertinaje" (1966).
El pedagog, fill d'un mestre d'escola, es va llicenciar en la Universitat d'Edimburg en 1912. Va treballar en el món editorial i en el periodístic abans de convertir-se en el director de l'escola de Gretna Green (Escòcia) en 1914. Aquestes primeres experiències docents, que ell mateix va recrear en la novel·la autobiogràfica "A Dominie's Log" (1915), el van marcar d'una manera tal que acabaria sent el promotor d'un corrent pedagògic basat en la psicoanàlisi i oposada al sistema repressiu de l'època. Segons aquesta tendència, el nen és bo per naturalesa, i, deixant-lo actuar lliurement, pot arribar a desenvolupar-se d'una manera tan completa com les seves pròpies capacitats li ho permetin. Per aquesta raó cal suprimir tota classe d'autoritarisme, jerarquia i disciplina en el col·legi.

### Pedagogia d'Alexander Sutherland Neill
El pedagog Alexander Sutherland Neill és un exemple extrem reformisme pedagògic i un referent del paradigma de l'educació antiautoritària. Les seves vivències familiars, marcades per l'autoritat, el descobriment de la Psicoanàlisi, l'observació d'experiències en el seu viatge per Europa i la seva pròpia ideologia vital, són alguns dels elements que van contextualitzar el seu ideari pedagògic com a educador.
Neill va formar l'escola Summerhill, un lloc on els estudiants aprenen lliurement el que volen sense cap mena d'opressió o coacció. Aquesta institució no vol l'adoctrinament de la moral als estudiants, sinó que vol que els estudiants obtinguin normes morals reals que s'aconsegueixen a través de l'autonomia. En realitat, Neill seguia una estructura d'educació moral que consta de tres aspectes: el propòsit, els continguts i els mètodes. El propòsit de l'educació moral és "ajudar els estudiants a ser feliços per realitzar-se lliurement i viure harmoniosament amb els altres en la societat". Els continguts de l'educació moral es divideixen en dues coses: el contingut actual i el contingut latent. Es recull el contingut actual on els estudiants participen en classes com ara matemàtiques, idiomes i debats morals. El contingut latent està relacionat amb les experiències en l'ambient escolar gratuït, com l'honestedat sense pretensions, la bondat sense hipocresia i la tolerància sense reticències.

## Escola Summerhill
Alexander Sutherland Neill va obrir la seva primera escola en 1922 en el curs d'un periple que va realitzar per Europa; però en 1924 va fundar Summerhill. La petita escola es va mantenir inalterable durant decennis. L'autor va fer la relació de les labors quotidianes de l'escola sense perdre mai l'ocasió de suscitar la polèmica i d'esbossar contínuament la imatge d'un espai en què l'adult no ha imposat la seva llei, espai fet per al joc i on reina el més perfecte desordre. "L'escola és víctima dels estralls que causen els/les nens/es" – concedeix Neill–. Així mateix, l'autor afirma que Summerhill és un escola on els infants tenen la llibertat de ser ells mateixos, sense estereotips ni pressions patrocinats per adults. On els infants no són tractats com a "adults en miniatura".
Segons Neill, els/les nens/es que exerceixen la seva autonomia i participen activament en el procés de presa de decisions sobre qüestions que els afecten o els interessen, acaben exercint la seva ciutadania. En canvi, el/la nen/a condicionat i disciplinat és un candidat per a convertir-se en un ciutadà apàtic. Absent. Algú que s'ajusti al món sense sentit crític. Algú que és probable que tingui un una vida monòtona i condicionada a obeir a l'autoritat, acumulant pors i complexos que després passaran als seus descendents.
Per tant, Summerhill és una escola que practica aquests preceptes, proporcionant als seus estudiants el ple exercici de la llibertat i la democràcia. A partir de les seves experiències i pràctiques, molts aspectes reforcen la tesi que els infants són efectivament diferents del que els adults creuen que són. Que els/les nens/es que creixen lliures desenvolupin una major capacitat per a afrontar els reptes de la vida, una major capacitat per a adaptar-se al canvi i siguin més feliços.
En aquesta escola defensen uns principis fonamentals que compleixen conjuntament. Per exemple, l'elaboració de normes i la resolució de disputes involucren al cos escolar íntegrament. La base d'aquests dos principis és el compromís amb la democràcia, l'autogovern i la llibertat dels nens/es. L'eminència de Summerhill com un espai innovador no ve només per la forma en què funciona com una escola, ja que també es coneix com una comunitat residencial reeixida, intergeneracional, una que ha perdurat durant més de vuitanta anys.
Mentre que Summerhill es regeix absolutament per certes lleis estatals, com les que es refereixen a les drogues i al sexe de menors d'edat, les seves pràctiques de propietat es constitueixen i prenen forma a través d'un règim jurídicament pluralista de reconeixement institucional asimètric.
Summerhill ha estat considerat per un conjunt de periodistes com una escola "on cadascú fa el que se li antulla". Molts són els visitants que han descobert allí, en efecte, "un univers kafkià amb cases espatllades i brutes, a vegades amb mostres de vandalisme". Així i tot, l'escola, amb els seus edificis de fusta, el seu gran parc i els seus arbres, resulta, sobretot en l'estiu, un lloc summament agradable, una veritable escola en el camp com podria haver-la somiat Freire a principis de segle. Però en aquesta escola els cursos són facultatius. De fet, els infants, si ho desitgen poden jugar tot el dia o realitzar activitats manuals en el taller; la nit es dedica a la dansa, el teatre, a les festes.

### Organització Escola Summerhill
En l'escola Summerhill, els alumnes s'organitzen en classes d'acord amb l'edat, però a vegades d'acord amb llurs interessos. A més, és important destacar que no realitzen un únic sistema d'ensenyament, ja que Neill afirmava el següent: "El fet que l'escola tingui o no un mètode específic per ensenyar a dividir per moltes xifres no té gens d'importància, perquè aquesta operació només té interès per aquells que la volen aprendre. I, per tant, l'infant que vol aprendre a dividir per moltes xifres n'aprendrà tant si l'ensenyem d'una manera com d'una altra."
- Els infants s'allotjaven per grups d'edat, amb una encarregada per a cadascun del grup. Normalment, vivien dos, tres o quatre a cada habitació. Per tant, aquests infants no eren sotmesos a cap mena d'inspecció i, vivien en completa llibertat.[1]

- No hi havia cap horari fix pels treballs manuals, ni tampoc lliçons específiques. Els infants realitzaven allò que volien fer, que gairebé sempre era jugar, és a dir, no els interessava les construccions complicades, els interessava tot allò que requereix imaginació. De fet, Neill va afirmar que tot això no vol dir pas que Summerhill no tingui en compte l'aprenentatge, sinó tot el contrari. Ell tenia clar que els seus alumnes no podrien competir en cal·ligrafia, lectura o operacions de trencants, però que en les proves que requerien originalitat, els nens/es d'aquesta escola deixaven enrere a tots els altres.[1]

- Summerhill es va convertir en una comunitat democràtica a través de l'autogovern dels alumnes. Aquests participaven en totes les classes i tenien el mateix dret a decidir que la resta de professors.[9]

- S'impartien diverses activitats que solien cridar l'atenció de l'alumnat, així com la pintura, la lectura, els esports, entre moltes altres. Possiblement part de l'èxit de Summerhill sigui per què es tracten els alumnes en llibertat, igualtat i respecte.[1]

## Futur de Summerhill
Neill va morir en 1973, però l'Escola de Summerhill encara s'està executant, molt més enllà de les línies originals. Summerhill sobreviu fins al dia d'avui, els/les alumnes assisteixen a les classes que volen, i poden demorar dies, setmanes o mesos a interessar-se per un contingut. Els exàmens, test o premis són rebutjats, perquè es considera que desvien el desenvolupament de la personalitat en establir models a seguir, ja que per a aquest autor el més important és l'individu i el seu benestar. Posteriorment, va deixar el seu llegat en mans de la seva filla Zoë Neill Readhead, qui continua amb el projecte d'un dels grans pedagogs del segle xx.
Avui en dia Summerhill és l'escola més internacional de Gran Bretanya: hi ha 18 alumnes britànics, 14 alemanys/es, 10 japonesos/eses, 6 taiwaneses, 4 coreans/anes,3 estatunidencs/ques, 2 suïssos/es, 1 francès/esa i 1 israelià/ana. Una edició japonesa del llibre més influent de Neill, Summerhill School: Una nova visió de la infància, i almenys quatre escoles inspirades en Summerhill al Japó expliquen per què, en un moment donat, la meitat dels alumnes procedien d'allí. Encara que Summerhill té un professor de japonès i ofereix classes de francès i alemany, l'anglès és la llengua franca.

## Exalumnes remarcables
Aquestes són relats de dos alumnes remarcables que van estudiar a l'escola Summerhill:
- Alex Ruhle un analista de 29 anys de Nova York, va ser enviat a Summerhill a l'edat de 9 anys pels seus pares diplomàtics alemanys, que treballaven a París en aquells dies. "L'escola de París era tan estricta que ja no hi volia anar", va recordar. "Una vegada que vaig arribar a Summerhill, definitivament ho vaig gaudir. "Tens un veritable sentit de la llibertat per a desenvolupar el que vols". Va anar amb només dos certificats generals, però aviat va obtenir cinc més i va aprovar quatre exàmens de nivell A. Alex defensava la pedagogia de Summerhill i afirmava el següent: "Estava molt motivat, molt més que els altres". Després va assistir a la Universitat de Sussex i va completar un Mestratge en Administració d'Empreses en el Baruch College de la Universitat de la Ciutat de Nova York.[16]
- Martha Neighbor, de 39 anys, va tornar als Estats Units als 14 anys després de cinc anys en Summerhill. Ella explica que va tenir dificultats per a adaptar-se a una educació més ortodoxa i, fins i tot va abandonar l'escola després de dos anys en la Universitat d'Arizona. Però no es penedeix de res. "Crec que acadèmicament les teories de Neill eren correctes", va dir. "Una vegada que vaig trobar la meva motivació, vaig acabar bé i vaig ser molt disciplinada". Actualment, amb un títol de Hunter College a Nova York i un mestratge en història de l'art i estudis en museus de la Universitat del Sud de Califòrnia, a Los Angeles, és la directora general de riure Jaroslow i Dancers, una companyia de dansa moderna de Nova York.[16]

## Televisió
El 2008, la BBC va llençar una mini-sèrie sobre l'escola Summerhill, protagonitzada per Holly Bodimeade (Maddy), Eliot Otis Brown Walters (Ryan), Jessie Cave (Stella) i Olly Alexander (Ned). Consta de quatre episodis que tracten sobre l'arribada de Maddy, una nena acostumada al fet que la seva mare la guiï en la seva vida, i Ryan, un jove habituat a enfrontar-se a les regles imposades pels adults. La història s'emmarca en el 1999, quan la Ofsted (The Office for Standards in Education) va voler tancar l'escola, malgrat els seus brillants resultats en proves nacionals.